# 西福釜松平家
西福釜松平家（にしふかままつだいらけ）は、松平氏の庶流のひとつ。松平親忠の子・親光を始祖とする。親光が三河国碧海郡福釜（現在の愛知県安城市福釜町周辺）の一部を領し「西福釜の松平」と称したという。
『寛政重修諸家譜』（以下『寛政譜』）編纂時には、親光の末裔を称する2家が旗本として存続しているが、江戸時代初期の松平行隆以前の系譜が不分明である。また親光は鴛鴨（現在の愛知県豊田市鴛鴨町）の城主を務めたとする説もあり、鴛鴨城主を受け継いだとする鴛鴨松平家（おしかもまつだいらけ）の系統がある。

## 家祖・松平親光
家祖・松平親光は、「松平家4代当主」とされる松平親忠の六男で、「西福釜の松平」と称したという。
『寛永諸家系図伝』（以下『寛永系図』）・『寛政譜』では、松平親忠の六男として刑部親光を記しており、親光の子として兵庫入道親良と三郎次郎信乗の2人の名を挙げる。ただし事績については記されていない。
鴛鴨松平家の系譜では、親光は松平家3代当主の岩津城主・松平信光（『寛政譜』によれば親忠の父）の子とする。

## 松平行隆の系統

### 発祥についての家伝
『寛政譜』編纂時に提出された、松平甚三郎義久・松平田宮栄隆からの家譜によれば、祖先の事績は以下のように語られている。
松平親忠の四男・松平親光（甚三郎、刑部丞）は、「福釜のうち」で西端・榎前・赤松・中・和泉の5か村を与えられた。親光は享禄3年（1530年）に宇利城の戦いでの負傷がもとで死去し、大樹寺に葬られた。親光の子・松平信乗（三郎次郎、甚三郎）は松平広忠に仕えたが、広忠から懐妊した侍女を妻として賜わり、天文14年（1545年）に生まれた子供が松平親良（甚三郎、兵庫頭）である。親良の誕生に際して、福釜の東端に加恩の地が与えられた。松平親良は、徳川家康に仕えて関東に移ったが、「所存あり」として知行地を受けず、婿である本田正家（主膳）の知行地である下総国葛西に寓居した。元和9年（1623年）に没し、自らが開基となった四谷の法蔵寺に葬られた。親良の子が行隆である。

### 発祥についての『寛政譜』での考証
『寛政譜』の按文は以下のように疑義を挙げ、福釜松平家（特に松平親次・松平親俊親子）の事績との混同の可能性を指摘している。なお、福釜松平家は松平長親（親光の兄）の次男・松平親盛を始祖とする家である。
- 『寛永系図』では、親良は信乗の子ではなく、信乗の兄である。
- 親光・親良らの軍功について、幕府公式記録で確認できない。
- 親光が宇利城攻めで討ち死にしたというのは、幕府公式記録や大樹寺の記録によって、松平親次の事績と混交したものであると言える。
- 親良が誕生した際（天文14年（1545年））に福釜の東端が与えられたというが、そのころ同地は松平康親（親俊の子）の所領である。

また『寛政譜』では以下のような「或説」があることを記す。
- この家の祖は、福釜松平家の松平親盛の末子・甚三郎親長である。親長の子が親常、親常の子が行隆である。
- 刑部丞親光の長男が兵庫入道親良、その子が甚三郎親長、とする「或本」もある（親長以後は親常、行隆と続く）。

『寛政譜』は系図の混乱について、本家の中断（後述の理由で『寛永系図』には松平行隆の家の記述がない）や断絶などの事情があり、行隆の父祖がはっきりしないために後年あれこれ付会したためであろうとしている。ただし三河以来の旧家であることについては家説の通りであろうとし、行隆よりの系譜を載せている。

### 行隆以降
松平行隆（甚三郎）は慶長11年（1606年）に徳川家康に召し出されて御小姓となり、慶長16年（1611年）に旧地三河国碧海郡赤松村に知行地を賜った。家康の死後は徳川秀忠に仕えて御使番となり、寛永10年（1633年）には加増を受けて碧海郡内で1000石を知行した。寛永11年（1634年）には幼少の池田光仲が藩主を継いだ鳥取藩に派遣されて国政を監督するなどの活動をしている。寛永14年（1637年）に島原の乱が発生すると、一揆の様子を確認し急ぎ戻るように命令を受けて肥後国に赴いた。その後細川勢（熊本藩）の軍監として出陣し軍功を挙げたが、乱終結後の寛永15年（1638年）に、当初の命令に反して現地に長くとどまったことが軍令違反として咎められ、所帯収公・追却の処分を受けた。『寛永系図』は行隆が追却処分を受けていた時期の編纂であるため、その家系が掲載されていない。慶安元年（1648年）に罪が赦され、慶安3年（1650年）に召し出されて御先手弓頭などを務めており、最終的には1300石の知行取となって地位を回復した。
行隆の子・松平隆見は弟の義春に300石を分けて1000石を継ぎ、御先手弓頭・長崎奉行・普請奉行を歴任し、500石を加増される。隆見の養子・松平隆欽（実父は戸田忠時）は御小姓組番頭となり500石を加増された（合計2000石）。隆欽の子・堅隆は弟の幸隆に500石を分けた。堅隆の後は隆紀、隆定、親房と続くが、宝暦2年（1752年）に親房が「たびたび娼家にあそび、あまつさえ下賤の者といさかひせしこと」を咎められ、遠流に処せられて本家は断絶した。
なお、松平隆欽の子の荒尾勝就は、鳥取藩重臣倉吉荒尾氏の分家・荒尾重就の養子となったあと、倉吉荒尾氏本家（荒尾志摩家）を継いだ。重就の家には勝就実弟の荒尾仙就が養子に入っている。
『寛政譜』編纂時には庶家2家（松平田宮栄隆・松平甚三郎義久）が存続している。松平田宮栄隆家は堅隆の弟・幸隆にはじまる家、松平甚三郎義久家は隆見の弟の義春にはじまる家である。
江戸時代後期の幕臣・儒者で、幕府の麹町教授所（麹渓書院）の校主を務めた松平慎斎（松平謹次郎）は、西福釜松平家の出身である。慎斎の弟子には江原素六や、ともに会津藩出身である秋月悌次郎や林惟純（林三郎）などがいる。林惟純は幕臣となって勝海舟の補佐役となった人物で、慎斎の娘・忠子の夫になり、明治期には静岡県に移転して旧制掛川中学校（現在の静岡県立掛川西高等学校）に務めた。なお、忠子の実家（西福釜松平家）が継嗣を失ったため、惟純と忠子の四男である松平義人がその跡を継いでいる。松平義人は小学校教諭を務める傍ら在野の考古学者として活動した人物で、北海道の置戸・白滝・遠軽などで旧石器時代の遺跡を発掘し、日本列島における旧石器文化の発見に先駆的な役割があった。

## 鴛鴨松平家
松平親光は鴛鴨城主（現在の愛知県豊田市鴛鴨町）を務めたとされ、子孫を称する鴛鴨松平家（おしかもまつだいらけ。「押鴨松平家」とも）の系統がある。鴛鴨で伝えられるところは以下の通り。
岩津城主松平信光は応仁2年（1468年）に矢作川の対岸に位置する鴛鴨城を攻略し、子の親光を城主として入れた。親光のあとは親康、親久、忠久と続いた。
永禄6年（1563年）、上野城（現在の豊田市上郷町）の酒井忠尚が家康に反旗を翻した（三河一向一揆に与したとも、別個の動きともされる）のに対して、鴛鴨城は家康方の拠点となった。4代目の松平忠久は家康の命によって酒井正親（雅楽頭）に附属されて西尾城（現在の西尾市）に移り、永禄8年（1565年）に3代目の親久が死去したために鴛鴨城は廃城となったという。鴛鴨松平家の子孫は酒井雅楽頭家の家老として続いた。鴛鴨城跡には、1915年（大正4年）に建てられた石碑があり、文字は親光の15代孫にあたる松平親康の筆になるものである。
鴛鴨の隣松寺の裏手には「鴛鴨松平氏墓所」がある。「鴛鴨松平氏墓所」には「鴛鴨松平氏先塋之碑」が建てられ、忠久の娘である於美津（東条松平家忠の妻で、松平忠吉の養母になった）の墓や、榊原清長・榊原長政（それぞれ榊原康政の祖父・父）の墓がある。長政の妻は松平親康の娘とされ、康政はその所生とされている（ただし『寛政譜』では、榊原長政の妻・康政の母は「道家氏の女」とある）。